# Supremo Tribunal de Justiça de Cabo Verde
Pour les articles homonymes, voir Tribunal suprême.
Le Tribunal suprême de justice du Cap-Vert  (en portugais : Supremo Tribunal de Justiça de Cabo Verde) est une cour de justice siégeant dans la ville de Praia et ayant compétence sur l'ensemble du territoire national du Cap-Vert,,.

## Présentation
Organe supérieur dans la hiérarchie des tribunaux judiciaires, administratifs, douaniers et du Tribunal militaire d'instance, conformément à l’article 216 de la Constitution du Cap-Vert.
En dehors des cas prévus par la loi, les recours déposés auprès du tribunal visent exclusivement à réexaminer des questions de droit.
Il a joué le rôle de Cour constitutionnelle pendant deux décennies jusqu'à son installation en 2015.

## Membres
L'accès au poste de juge au tribunal suprême de justice se fait par concours public, ouvert aux magistrats judiciaires.
Le président du Tribunal suprême de justice est nommé par le président de la République, parmi les juges qui la composent, sur leur proposition, pour un mandat de cinq ans renouvelable une fois.
Le Président du tribunal suprême de justice du Cap-Vert est nommé par le président de la République, parmi les juges qui la composent, après avis du Conseil supérieur de la magistrature.
En 2015, la conseillère Fátima Coronel a été nommée présidente du tribunalr suprême de justice et en 2022, Benfeito Mosso Ramos succède au juge conseiller à la retraite à ce poste,..